# Franz Seldte
Franz Seldte, född 29 juni 1882 i Magdeburg, Tyskland, död 1 april 1947 i Fürth, var en tysk nazistisk politiker och SA-Obergruppenführer. Han var grundare av den paramilitära organisationen Stahlhelm. Mellan 1933 och 1945 var Seldte riksarbetsminister.